# Linciaggio (film)
Linciaggio (The Lawless) è un film del 1950 diretto da Joseph Losey e tratto dal romanzo The Voice of Stephen Wilder di Geoffrey Homes.